# Jean-François de Sales
Jean-François de Sales (* 1578 in Thorens, Herzogtum Savoyen; † 8. Juni 1635 in Annecy) war ein savoyardischer römisch-katholischer Geistlicher und Bischof von Genf.

## Leben
Er war ein Sohn des François de Sales, Freiherr von Thorens, und der Françoise de Sionnas. Franz von Sales war sein älterer Bruder. Im Jahr 1598 erfolgte seine Tonsur in Thonon, 1600 wurde er zum Subdiakon geweiht, 1601 empfing er die Diakonen- und 1603 die Priesterweihe. Er wurde zum Doktor des kanonischen Rechts promoviert. Im Jahr 1601 wurde er Genfer Chorherr, 1602 Pfarrer von Le Petit-Bornand in Savoyen, 1614 Domkantor und 1615 Generalvikar im Bistum Genf. 1619 ersetzte Jean-François de Sales seinen Bruder Franz als Seelsorger von Christina von Frankreich, der Gemahlin Herzog Viktor Amadeus I. von Savoyen.
Er wurde am 12. Oktober 1620 zum Titularbischof von Chalcedon und zum Koadjutor seines Bruders, des Bischofs von Genf ernannt. Die Bischofsweihe spendete ihm am 17. Januar 1621 der Erzbischof von Turin Philibert François (Filiberto) Milliet de Faverges; Mitkonsekratoren waren Marcantonio Visia, vormaliger Bischof von Vercelli, und Ottavio Viale, Bischof von Saluzzo. Am 28. Dezember 1622 trat er die Nachfolge seines Bruders als Bischof von Genf an. 1620 wurde er Ritter und 1633 Grosskanzler des Annunziaten-Ordens.